# Romain Mayet
Romain Mayet (né le 30 avril 1993) est un coureur cycliste français. Spécialiste du BMX et du VTT, il est notamment champion du monde de four cross en 2018. Il est également vice-champion d'Europe de BMX en 2014 derrière le champion olympique Māris Štrombergs et champion de France du contre-la-montre en BMX en 2019.

## Palmarès en BMX

### Championnats du monde
- Heusden-Zolder 2019
  - 12e du BMX

### Coupe du monde
- 2020 : 20e du classement général
- 2021 : 70e du classement général
- 2022 : 9e du classement général
- 2023 : 19e du classement général
- 2024 : 50e du classement général

### Championnats d'Europe
- Roskilde 2014
  -  Médaillé d'argent du BMX
- Erp 2015
  - 7e du BMX

### Coupe d'Europe
- 2023 : 10e du classement général

### Championnats de France
- 2015
  - 3e du BMX
- 2017
  - 3e du BMX
- 2019
  -  Champion de France du contre-la-montre en BMX
  - 3e du BMX
- 2020
  - 2e du BMX
- 2023
  - 2e du BMX

## Palmarès en VTT

### Championnats du monde
- Val di Sole 2019
  -  Champion du monde de four cross